# Myrosmodes nubigenum
Myrosmodes nubigenum är en orkidéart som beskrevs av Heinrich Gustav Reichenbach. Myrosmodes nubigenum ingår i släktet Myrosmodes och familjen orkidéer. Inga underarter finns listade i Catalogue of Life.